# Barker (Uruguay)
Barker ist eine Ortschaft in Uruguay.

## Geographie
Sie befindet sich auf dem Gebiet des Departamento Colonia in dessen Sektor 3. Barker liegt jeweils einige Kilometer nordwestlich von Rosario und östlich von Tarariras. Rund einen Kilometer westlich des Ortes entspringt der Arroyo Minuano. Die südlich davon gelegenen Gebiete tragen die Bezeichnungen Cuchilla del Minuano und Cuchilla del Colla.

## Infrastruktur
Durch den Ort führt die Ruta 54.

## Einwohner
Der Ort hatte bei der Volkszählung im Jahr 2011 158 Einwohner, davon 80 männliche und 78 weibliche.
| Jahr | Einwohner |
| ---- | --------- |
| 1963 | 171       |
| 1975 | 113       |
| 1985 | 91        |
| 1996 | 68        |
| 2004 | 91        |
| 2011 | 158       |

Quelle: Instituto Nacional de Estadística de Uruguay